# Eristalis tenax
Eristalis tenax és una espècie de dípter braquícer de la família dels sírfids. És migrador i té una distribució cosmopolita (excepte en l'Antàrtida). La llargada de les ales va de 9,75 a 13 mm.

La genitàlia masculina va ser il·lustrada per Hippa et al. (2001).

## Descripció i hàbitat
Les seves larves tenen un sifó que sembla una cua. Viuen en aigües estancades (sense oxigen) amb molta matèria orgànica. És força tolerant a la contaminació i pot viure en aigua de les clavegueres, llacunes i pous, i llocs similars. Probablement les larves s'alimenten dels bacteris que viuen també en aquests llocs.
Les larves ja desenvolupades es traslladen a llocs més secs on fan la pupació. La seva pupa fa 10–12 mm de llargada, és de color gris-marró i com que conserven la seva cua semblen com un petit ratolí.
L'adult que emergeix de la pupa és inofensiu, i amb comportament similar al de les abelles de la mel, donat que visiten les flors especialment a finals d'estiu i són pol·linitzadors significatius.

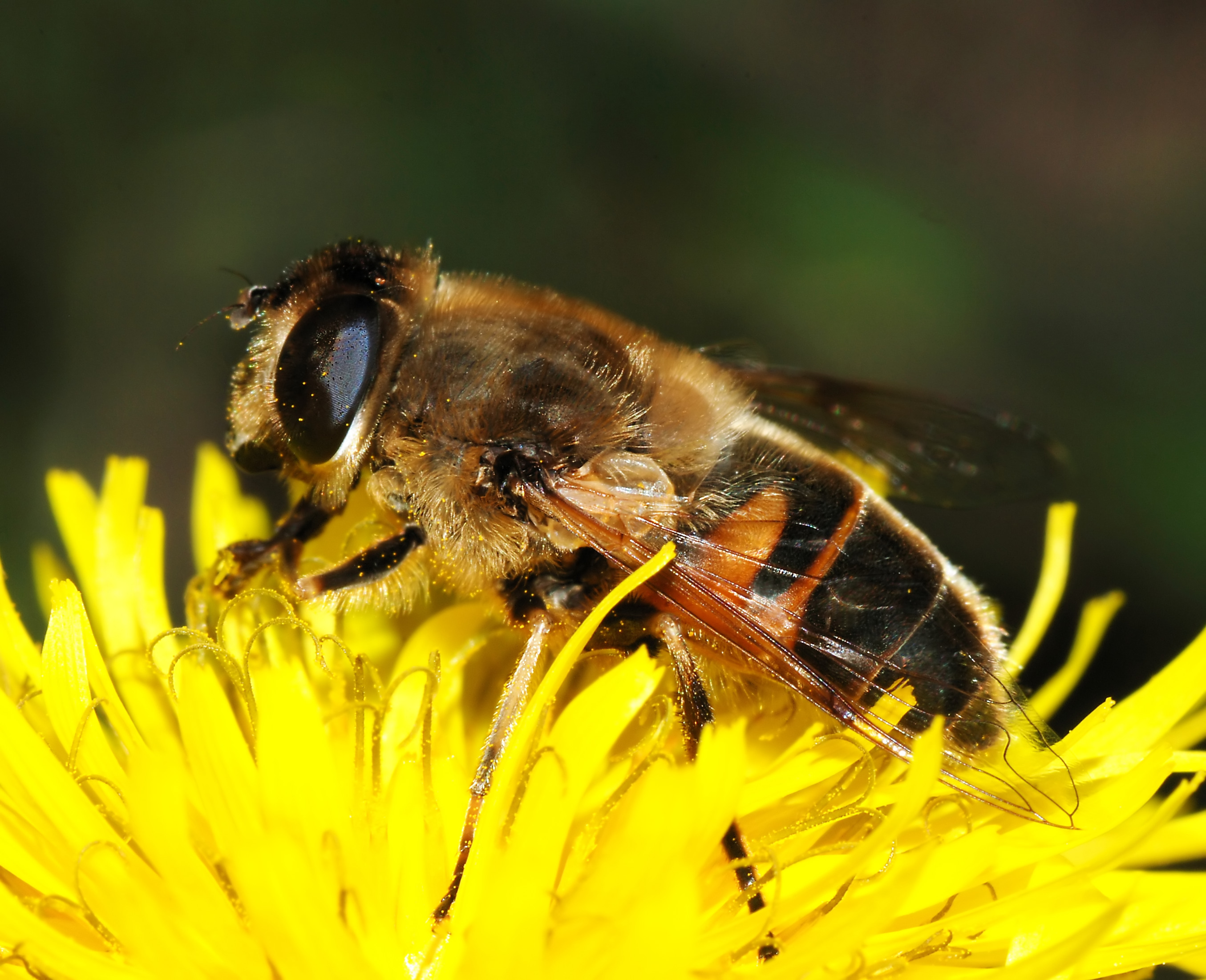
Femella
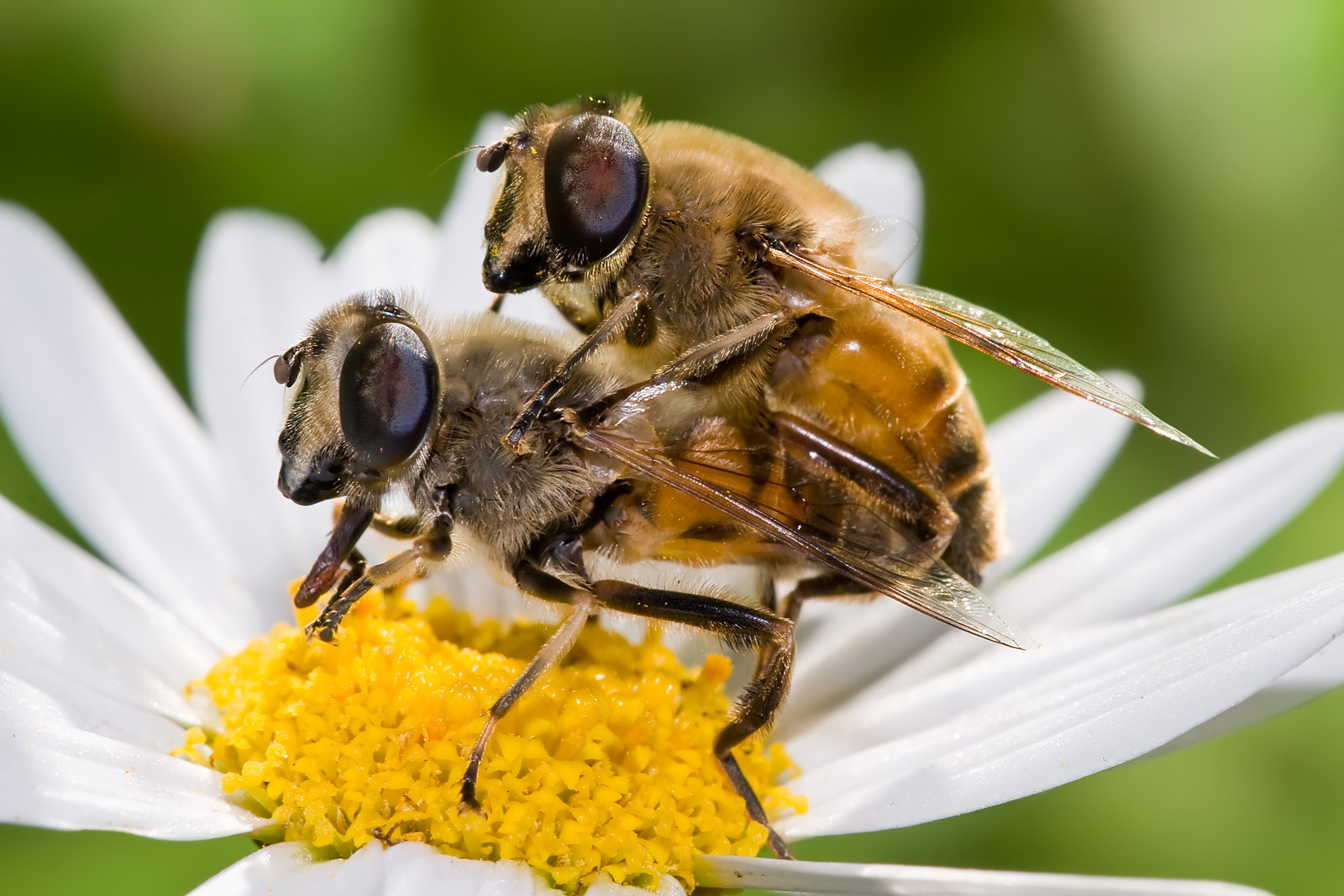
Parella d'E. tenax copulant.
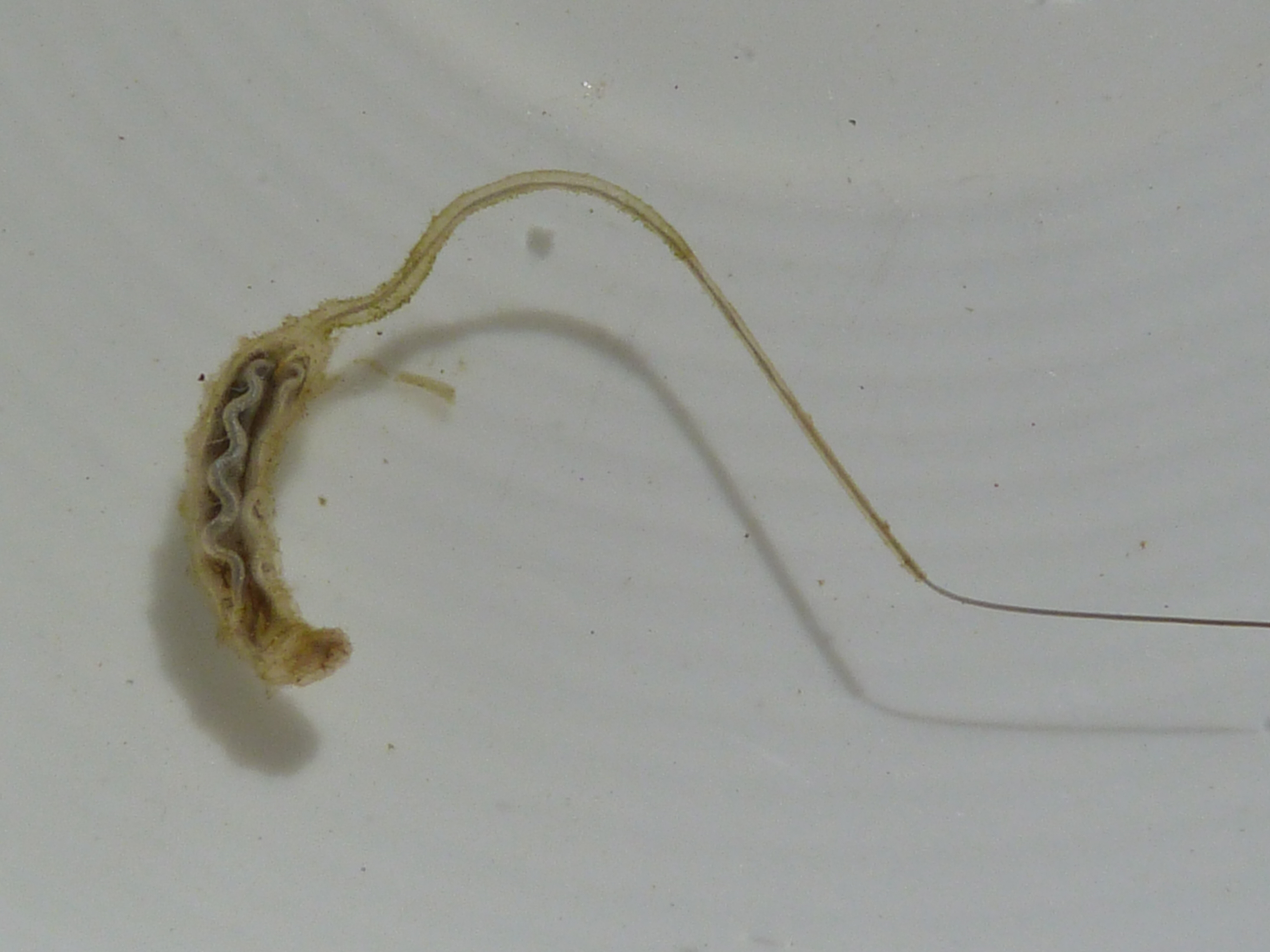
Larva d'E. tenax.
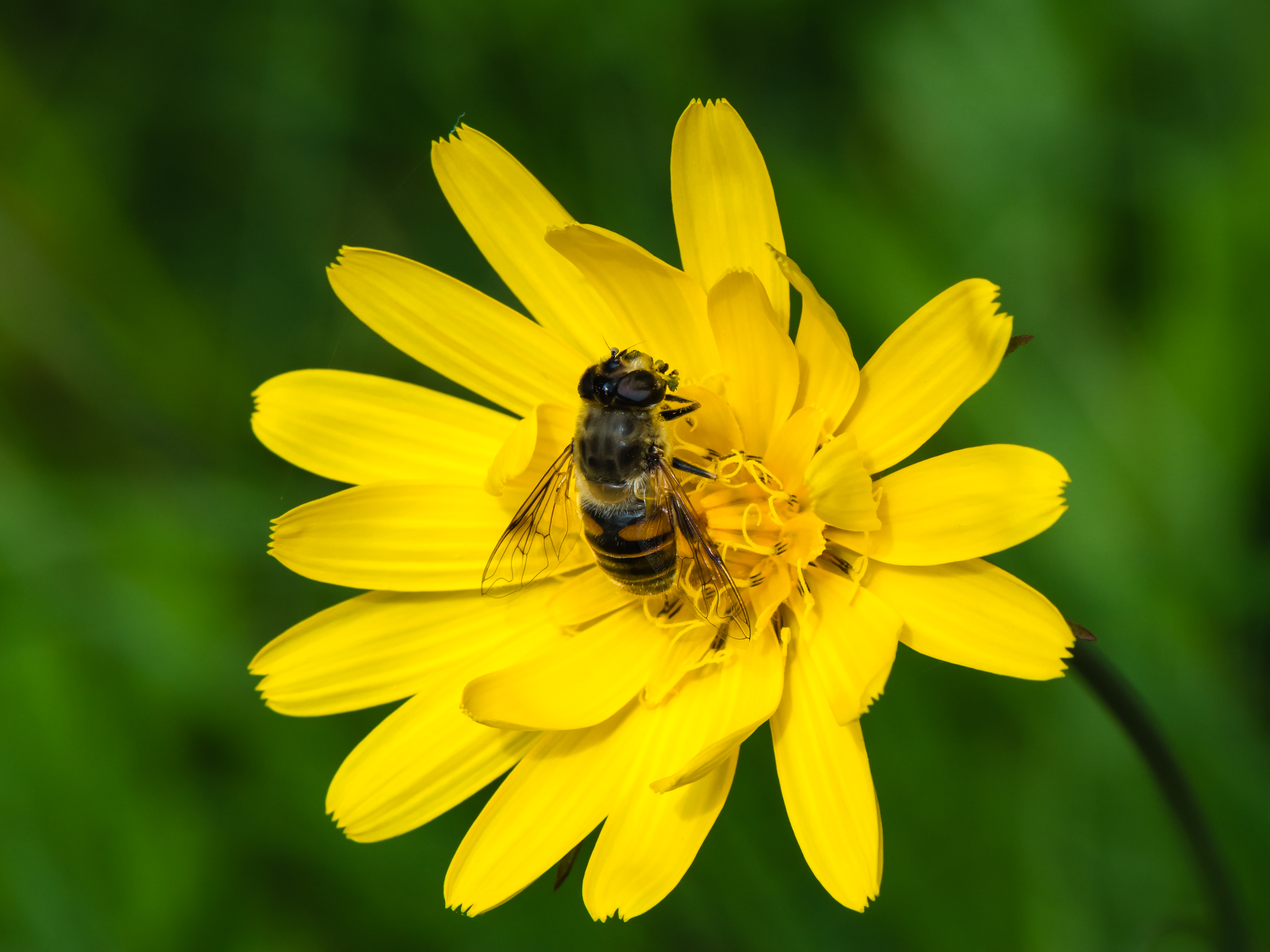
E. tenax sobreTragopogon pratensis.